# آغچه‌قشلاق علیا (کلیبر)
آغچه‌قشلاق علیا ‌‌ (به ترکی آذربایجانی: یوخاری آغچا‌قشلاق) یکی از روستاهای استان آذربایجان شرقی است که در دهستان پیغان‌چایی بخش مرکزی شهرستان کلیبر واقع شده‌است.